# Alex Yoong
Alex Yoong (n. 20 iulie 1976, Kuala Lumpur, Malaysia) este un fost pilot malaysian de Formula 1 care a evoluat în Campionatul Mondial între anii 2001 și 2002.

## Cariera în Formula 1
| Sezon | Echipă                 | Număr puncte | Loc clasament general |
| ----- | ---------------------- | ------------ | --------------------- |
| 2001  | European Minardi F1    | 0            | -                     |
| 2002  | Go KL Minardi Asiatech | 0            | -                     |